# 효고현 제8구
효고현 제8구(兵庫県 第8区)는 일본의 중의원 선거구이다. 1994년 공직선거법으로 신설되었다.

## 지역
- 아마가사키시